# 長野県伊那文化会館
長野県伊那文化会館（ながのけんいなぶんかかいかん）は、長野県伊那市にある舞台ホールなどを備えた施設である。

## 歴史
1988年（昭和63年）12月1日に、春日公園内に設置された。ホールはコンサートや歌舞伎などのイベントを行う場として、また、地元企業の集会や学校の吹奏楽部の練習、発表の場として利用される多目的ホールとなった。

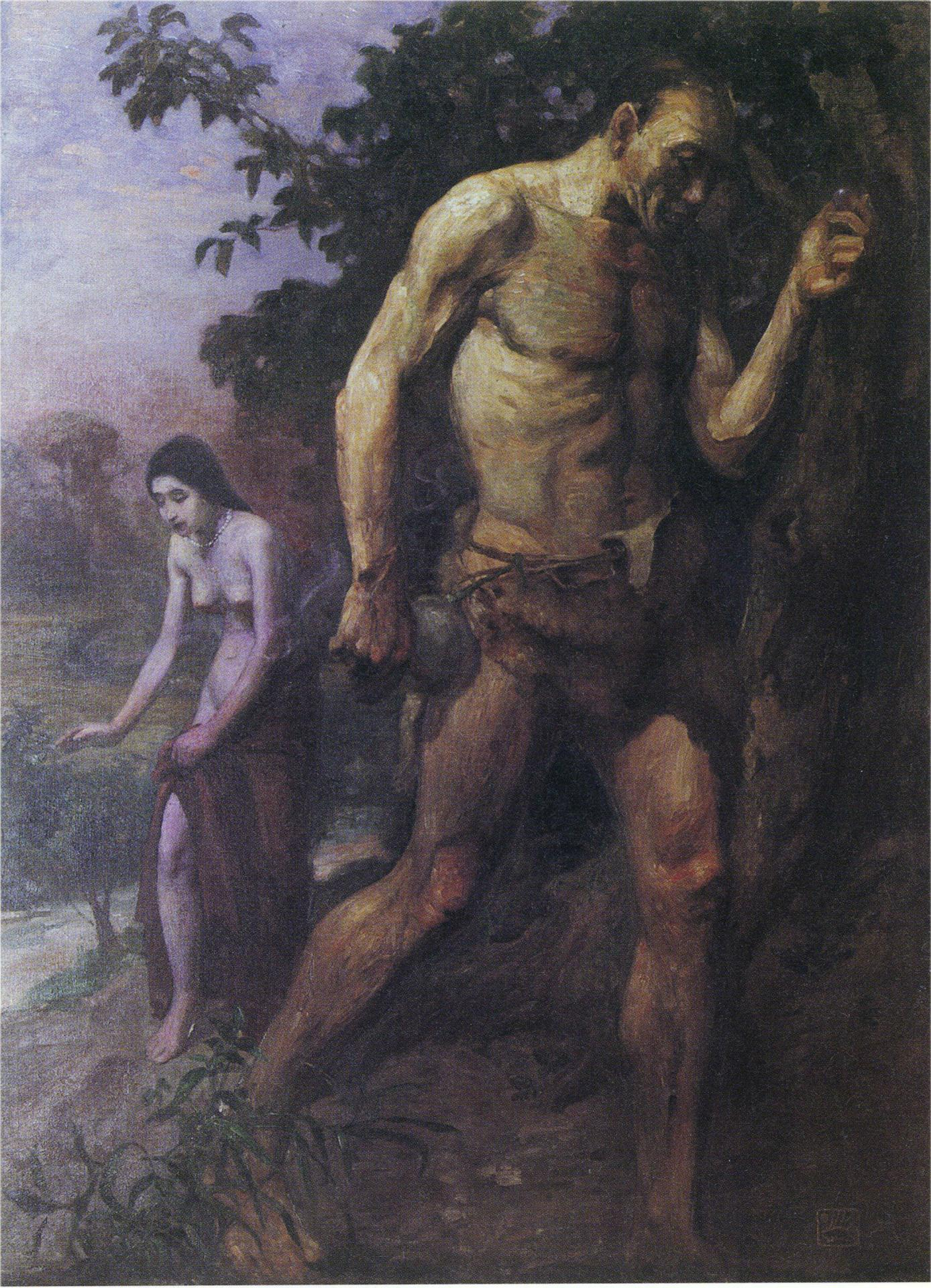
伊那文化会館所蔵 中村不折作品『巨人の蹟』大正元年（1912年）

会館内の美術展示ホールでは、書道、絵画作品が展示される。
プラネタリウムのスクリーンは直径12メートルあり、伊那谷から見られる天体の紹介や、映画の上映などが行われている。

### 開館時間
- 開館時間 午前9時～午後17時
- ※休館日 毎週月曜日（祝日の翌日、年末年始[5]）